# Mathías Riquero
Mathías Riquero, vollständiger Name Mathías Damian Riquero Beretta, (* 29. August 1982 in Montevideo) ist ein ehemaliger uruguayischer Fußballspieler, der auch die chilenische Staatsbürgerschaft besitzt.

## Karriere
Der 1,76 Meter große Mittelfeldakteur Riquero stand zu Beginn seiner Karriere in den Jahren 2001 bis einschließlich 2003 in Reihen der Mannschaft Villa Españolas. 2004 und 2005 gehörte er dem Kader der Montevideo Wanderers an. Saisonübergreifend kam er dort zu 39 Einsätzen in der Primera División und schoss zwei Tore. In der ersten Jahreshälfte 2006 lief er in der Saison 2005/06 für den Erstligisten Club Atlético Cerro in 16 Ligapartien auf und traf zweimal ins gegnerische Tor. Anschließend wechselte er für die beiden Spielzeiten 2006/07 und 2007/08 zum Club Atlético Progreso und absolvierte in diesem Zeitraum 55 Erstligaspiele, bei denen er zwölf Treffer erzielte. Mindestens im Februar 2009 war er bei Caxias in Brasilien aktiv und wurde dreimal (ein Tor) im Campeonato Gaucho eingesetzt. Von August 2009 bis Ende Juni 2010 war Liverpool Montevideo sein Arbeitgeber. Für den Klub aus Montevideo bestritt er 27 Erstligabegegnungen, in denen er viermal als Torschütze geführt wird. Ab Juli 2010 folgte ein einjähriges Engagement beim Danubio FC. Seine Einsatzstatistik weist dort in der Saison 2010/11 eine Torausbeute von zwei Treffern bei 26 Erstligaeinsätzen auf. Im Juli 2011 verpflichtete ihn der chilenische Verein Deportivo Ñublense. Für den Klub aus Chillán kam er in 139 Ligaspielen zum Einsatz und schoss 20 Tore. Zudem lief er zwölfmal (ein Tor) in der Copa Chile auf. Seit Mitte 2015 setzt er seine Karriere bei Deportes Iquique fort. Auch wirkte er einmal (kein Tor) in der Copa Libertadores 2017 mit.
Riquero spielte noch bis 2018 in Chile (Deportes Iquique und Deportes Temuco), kann kehrte er in seine Heimat zurück. 2019 unterzeichnete er beim Club Atlético Progreso und 2021 kehrte er zu Villa Española zurück. Dort beendete er am Saisonende seine Karriere.